# Cyril Towers
Pour les articles homonymes, voir Towers.

a Compétitions nationales et continentales officielles uniquement.

b Matchs officiels uniquement.
Dernière mise à jour le 31 janvier 2024.
 Cyril Towers, né le 30 juillet 1906 à Mansfield (Australie) et décédé le 8 juin 1985, était un joueur de rugby à XV qui a joué avec l'équipe d'Australie. Il évoluait au poste de centre.

## Carrière

### En club
Cyril Towers a disputé 233 matchs pour le club de Randwick. Il joue également pour la sélection des New South Wales Waratahs.

### En équipe nationale
Il a disputé un test match le 12 novembre 1927 contre l'Irlande. Son dernier test match fut contre l'Afrique du Sud, le 17 juillet 1937.
Il fut deux fois capitaine de l'équipe d'Australie.

## Palmarès
- 19 sélections en équipe d'Australie
- 9 essais, 2 transformations, 4 pénalités
- Tests par saison : 3 en 1926, 1 en 1927, 6 en 1928, 2 en 1929, 1 en 1930, 2 en 1931, 2 en 1934, 2 en 1937

- 82 matchs avec les Waratahs